# Los Punsetes
Los Punsetes es una banda española de indie pop surgida en Madrid en 2004.
Sus componentes son Ariadna Paniagua (voz), Jorge García (guitarra), Chema González (batería), Manuel Sánchez (conocido como Anntona) (guitarra), y Luis Fernández (bajo), todos nacidos en 1978, salvo Luis, que es milenial (1989).
El nombre de la formación se inspira en el fallecido expolítico, presentador televisivo, divulgador científico y escritor Eduard Punset.

## Historia
En 2004 se presentan con una maqueta de 7 temas que incluye las canciones El secreto de tus coletas, Trabajar cansa, Formol, Yo amo al Punset, El bar del tanatorio, Detrás de la tapia y Juegos florales, con la que inician su repertorio, con conexiones con grupos de la movida madrileña como Kaka de Luxe, Los Nikis o Derribos Arias por un lado, y con el indie de Los Planetas por otro. Destacan en esa visión canciones como El bar del tanatorio o Trabajar cansa.
Desde sus inicios destaca su interpretación de los temas en directo, en la que los miembros masculinos del grupo practican el shoegaze mientras Ariadna permanece inmóvil, cantando de principio a fin de sus conciertos.
En 2006 autoeditan una nueva maqueta con 5 temas: Los gordos, Teoría de la clase ociosa, La dificultad que encierra, Topacios y jacintos y Que me lleven los diablos. 
En 2007 publican un 7" con las primeras versiones de Fondo de armario y Accidentes, la inédita Los médicos y una remezcla de La dificultad que encierra. En la edición en CD se incluye otra canción inédita, Aceptamos fracaso.
En 2008 se edita su primer álbum, Los Punsetes (Gramaciones Grabofónicas), editado por su propio sello y publicado bajo licencia licencia CC que permitía su descarga directa en su propia página web. Gonzalo Prada, uno de los miembros de la banda comentaba al respecto: «Las canciones siempre han sido gratis, y esperemos que lo sigan siendo. Si te gusta el fetiche, tendrás que pagarlo, pero si lo que haces le puede gustar a alguien, ¿por qué ponérselo difícil?».
El álbum fue escogido entre los mejores de 2008 por diferentes medios especializados y fue reeditado por la discográfica Everlasting Records. La fiebre punsetes alcanza incluso a los derroteros políticos. Y es que el mismo Patxi López escribía en su blog el 23 de mayo de 2008:
«Hacía mucho que no ponía música y me apetecía. Oí Los Punsetes, porque sí, porque me gustan, porque me divierten y, sobre todo, porque seguro que le gustan a mi amigo Dani». Y no contento con el revuelo montado ante la posible figura de un lehendakari, aparece en uno de sus conciertos con su mujer, unos amigos y los guardaespaldas. Ellos se lo toman como hay que tomárselo, con naturalidad, y afirman con la claridad de siempre: «Patxi López es un tío muy majo y su esposa, también. Que ama la música sin andarse con hostias. Llegó, pagó su entrada y nos tiramos en la discoteca de cháchara un rato largo».
Tras el autoeditado primer disco, llega LP2, publicado el 22 de febrero de 2010, fue grabado con el apoyo de Everlasting en los estudios Cinearte de Madrid bajo la producción de David Rodríguez (Beef), y cuya portada corrió a cargo de Joaquín Reyes (La Hora Chanante). El primer sencillo de este segundo álbum fue Tus amigos, acompañado de un videoclip dirigido por Luis Cerveró.
En una entrevista concedida a la revista en línea Numerocero.es, Antonna y Ariadna revelaron que Gonzalo Prada, bajista de Los Punsetes desde los primeros días de la banda, ya no seguiría siendo parte de Los Punsetes. Según Antonna, el grupo ha estado ensayando con Luis Fernández Sanz de Juventud Juché.
El grupo editó a principios del mes de marzo de 2017 su nuevo disco titulado ¡Viva!, el cual fue producido producido por El Guincho. Como primer sencillo fue elegida la canción "Mabuse". Durante el festival Tomavistas celebrado en Madrid entre el 19 y el 21 de mayo de 2017, Los Punsetes tocaron por primera vez este disco en directo.
En 2019 publicaron el disco Aniquilación con Mushroom Pillow. Producido por Los Punsetes, lo grabó Paco Loco y lo mezcló Sergio Pérez (Svper). El arte es obra de John Pham

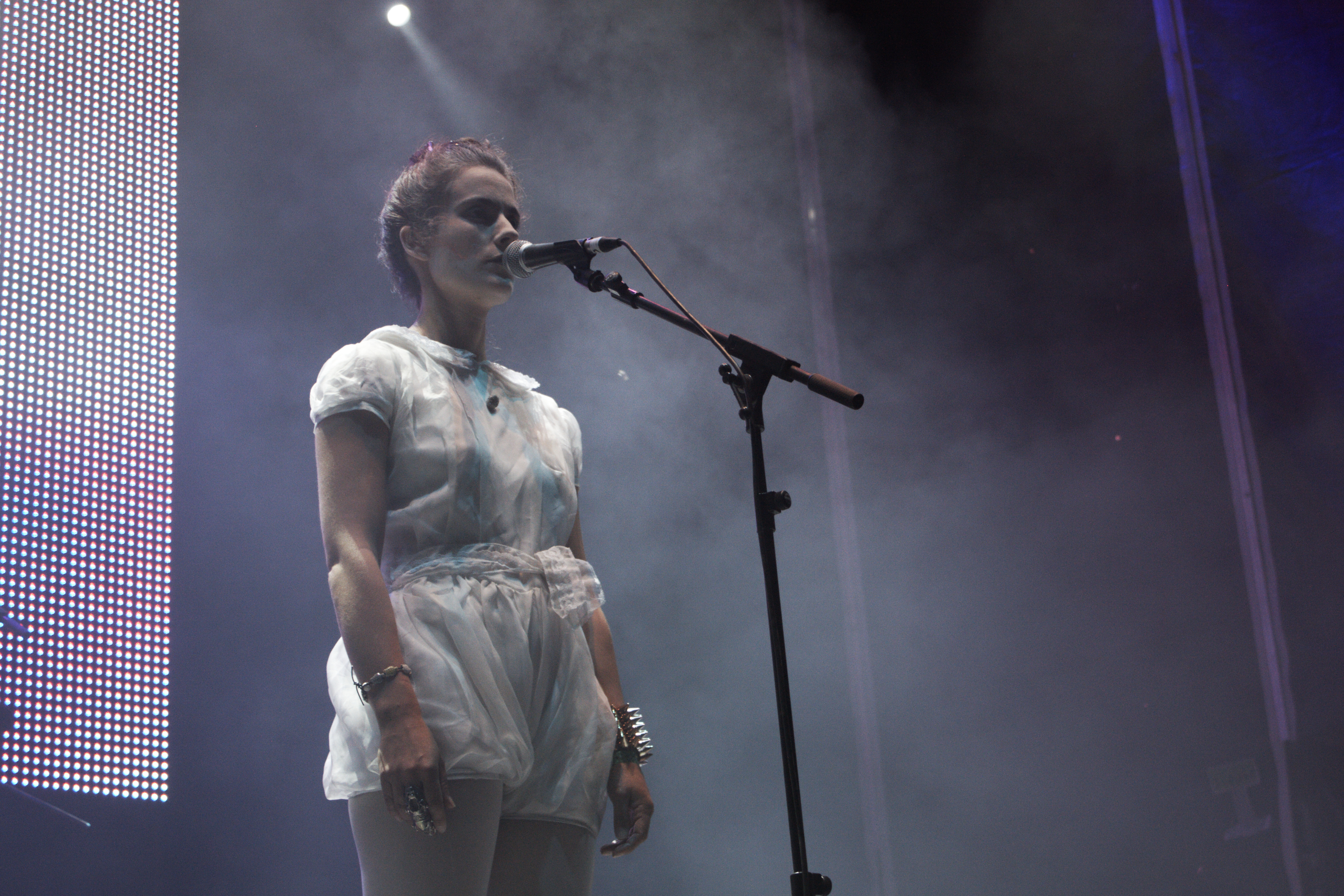
Los Punsetes en 2010

Es en 2022 cuando empiezan a trabajar con la productora Sonido Muchacho de Luis, el bajista, y publican España necesita conocer, un doble álbum recopilatorio con 23 temas. Con una edición limitada en vinilo con portada e ilustraciones de Joaquín Reyes y diseño de Elisa / Caliza. 
En noviembre de 2022 publican su séptimo disco de estudio, AFDTRQHOT.
Los Punsetes han aparecido tocando y en entrevistas varias veces en diversos programas de televisión y radio.

## Discografía
- 2008: LP1 + Maquetas y rarezas (2004-2009) (Gramaciones Grabofónicas, Everlasting)
  1. Fondo de armario
  2. Queridoalberto
  3. Dos policías
  4. El Escorial
  5. Fin del mundo
  6. Matadero
  7. Accidentes
  8. Lo natural
  9. Pinta de tarao
  10. CI
  11. El mal
  12. Maricas
  13. Que llegue el verano (Indian Summer) - sesiones LP2, 2009
  14. Los médicos - 7”, 2006
  15. Accidentes - 7”, 2006
  16. Aceptamos fracaso - 7”, 2006
  17. Teoría de la clase ociosa - maqueta negra, 2005
  18. La dificultad que encierra - maqueta negra, 2005
  19. Los gordos - maqueta negra, 2005
  20. Topacios y jacintos - maqueta negra, 2005
  21. Formol - maqueta rosa, 2004
  22. Trabajar cansa - maqueta rosa, 2004
  23. El bar del tanatorio - maqueta rosa,
- 2010: LP2 (Everlasting).
  1. Los Cervatillo
  2. De Moda
  3. Tus Amigos
  4. Por el Vicio
  5. Dinero
  6. El Artista
  7. Estilo
  8. Yo Creo Que Creo en Satanás
  9. Hospital Alchemilla
  10. Mono y Galgo
  11. La Manera de Acertar
  12. Cien Metros para el Cementerio
- 2012: Una montaña es una montaña (Everlasting)
  1. Alférez Provisional
  2. Tráfico de Órganos de Iglesia
  3. Un Corte Limpio
  4. 155
  5. Mis Amigos
  6. Los Tecnócratas
  7. Los Glaciares
  8. Untitled
  9. Malas Tierra
  10. Paraíso
  11. Flora y Fauna
  12. John Cage
- 2014: LPIV.
  1. Amanece más temprano
  2. Bonzo
  3. Me gusta que me pegues
  4. Arsenal de excusas
  5. Museo de Historia Natural
  6. Opinión de mierda
  7. Los últimos días de Sodoma
  8. Falso documental
  9. Tan lejos, tan cerca
  10. Vaya suerte que tengo
  11. Nit de l'Albà
- 2017: ¡Viva!.
  1. ¡Viva!
  2. Alphaville
  3. Tu puto grupo
  4. Mabuse
  5. Humanizando los polígonos
  6. Miedo
  7. Presagios de partida
  8. La pereza que me da
  9. Camino
  10. El manual
  11. Estrella distante
- 2019: Aniquilación.
  1. Seres humanos
  2. Vas hablando mal de mí
  3. Oro
  4. Idiota
  5. Miguel de Molinos
  6. Dinero 2
  7. Atraco perfecto
  8. Una persona sospechosa
  9. Lo dejo
  10. Ella nunca me aceptó en Facebook
  11. La gran bestia
  12. Estela plateada
- 2021: España necesita conocer (Disco recopilatorio)
- 2022: AFDTRQHOT (Al Final Del Túnel Resulta Que Hay Otro Túnel)
  1. España corazones
  2. Cerdos
  3. Que te vaya mal
  4. Hola, destrucción
  5. Estratos geológicos
  6. Cosas que no me gustan
  7. Ocultismo
  8. No puedes correr
  9. Un condenado se ha escapado
  10. Fomo

### Sencillos
- Tus amigos, de LP2.
- Alférez provisional
- Camino
- Mabuse
- ¡Viva!
- Tu puto grupo (2017)
- Los médicos (7'', 2016)
- Una persona sospechosa
- Idiota
- Vas hablando mal de mí
- Tú y yo
- Shisheido
- Ocultismo
- España corazones
- Cerdos
- Odio el verano
- Madrid me ataca

### EPs
- Todo el mundo quiere hacerte daño (2021)